# Johanna Elisabeth de Holstein-Gottorp
Johanna Elisabeth de Holstein-Gottorp (24 octombrie 1712 – 30 mai 1760) a fost prințesă din Casa de Holstein-Gottorp și mai târziu Prințesă de Anhalt-Zerbst. A fost mama țarinei Ecaterina a II-a a Rusiei. În perioada 1747-1752 a fost regentă pentru fiul ei minor, Frederic Augustus.

## Biografie
S-a născut la Gottorp și a fost al șaptelea copil din cei zece ai lui Christian August de Holstein-Gottorp și a soției acestuia, Albertina Frederica de Baden-Durlach.
A fost adusă la curtea din Brunswick de către nașa și mătușa ei prin căsătorie, Elisabeth Sophie Marie, Ducesă de Brunswick-Luneburg. Tatăl ei, Ducele de Holstein-Gottorp, a fost bucuros să renunțe la una dintre multele sale fiice. Johanna Elisabeth a crescut pe picior de egalitate cu verișoara ei, fiica ducesei și ducesa a fost cea care a aranjat căsătoria ei la vârsta de 15 ani și i-a acordat zestre.
Johanna Elisabeth s-a căsătorit în 1727 cu Prințul Christian August de Anhalt-Zerbst. El era general în armata prusacă și servea sub regele Frederic Wilhelm I al Prusiei. După căsătorie, Johanna Elisabeth a călătorit cu soțul ei la Stettin, un oraș situat apoape de baza regimentului soțului ei. S-a spus că relația dintre Johanna Elisabeth și soțul ei s-a dezvoltat ca una tată-fiică.

## Copii
S-a căsătorit la 8 noiembrie 1727 la Vechelde. A avut cinci copii:
1. Sophie of Anhalt-Zerbst (2 mai 1729 -17 noiembrie 1796), care mai târziu a devenit Ecaterina cea Mare, împărăteasă a Rusiei.
2. Wilhelm Christian Frederic de Anhalt-Zerbst (17 noiembrie 1730 - 27 august 1742), a murit la 12 ani.
3. Frederic Augustus, Prinț de Anhalt-Zerbst (8 august 1734 - 3 martie 1793), a murit fără copii.
4. Auguste Christine Charlotte de Anhalt-Zerbst (10 noiembrie 1736 - 24 noiembrie 1736), a murit la scurtă vreme după naștere.
5. Elisabeth Ulrike de Anhalt-Zerbst (17 decembrie 1742 - 5 martie 1745), a murit în copilărie.